# استيبان جيل بورغز
استيبان جيل بورغز (بالإسبانية: Esteban Gil Borges) هو محامي وقاضي ودبلوماسي فنزويلي، ولد في 1879 في كاراكاس في فنزويلا، وتوفي بنفس المكان في 3 أغسطس 1942.